# Acido 6-metilsalicilico sintasi
La acido 6-metilsalicilico sintasi è un enzima appartenente alla classe delle transferasi, che catalizza la seguente reazione:
acetil-CoA + 3 malonil-CoA + NADPH + H+ ⇄ 6-metilsalicilato + 4 CoA + 3 CO2 + NADP+ + H2O
È un complesso multienzimatico con un gruppo prostetico 4'-fosfopanteteina sulla proteina trasportante acili. Ha una sequenza simile all'acido grasso sintasi di tipo I dei vertebrati. Anche l'acetoacetil-CoA può agire come molecola di partenza.